# Az ideálok

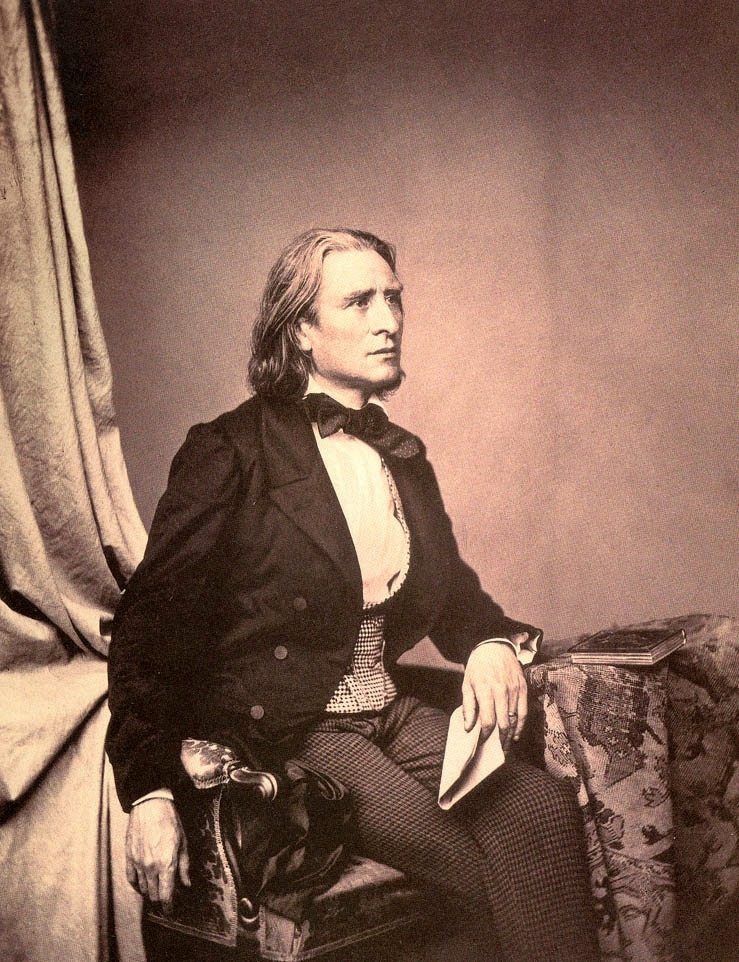
Liszt Ferenc 1858-ban

Az ideálok (Die Ideale) Liszt Ferenc tizenkettedik szimfonikus költeménye, műjegyzékszáma S.106. A darabot Liszt 1857-ben komponálta, és még abban az évben bemutatta Weimarban. A partitúra nyomtatásban 1858-ban jelent meg Lipcsében.

## A mű születése
Weimarban 1857-ben ünnepségsorozatot rendeztek a Goethe–Schiller-szobor avatása alkalmából. A weimari színházban a német irodalom két nagy alakjának műveit mutatták be, ezekhez készített Liszt kísérőzenét, nyitányt. Goethét nem szerette, Schiller művészete már közelebb állt hozzá, és művei közül Az ideálok című költeményét választotta ki megzenésítésre. A vers akár Liszt saját ars poeticája is lehetne, a művészi becsvágyról, az ifjúi lelkesedésről, az elhivatottságról és a kivívott dicsőségről szól. A művészi életben az addigi ünneplők lassan elkopnak, a magány és a csalódás lesz egyre erősebb a művész életében, csak a tiszta barátság marad meg, a művész pedig küldetésszerűen küzd, alkot.
Lisztnél nem szokatlan az a megoldás, hogy egy művészi alkotás csupán az indító lökést adja a zenei kompozícióhoz, a komponálás során szabadon kezeli a forrást, sokkal inkább a zenei szempontok vezérlik. Így volt ez Az ideálokkal is: Liszt a tizenegy szakaszból álló költeményt, de még a nyolcsoros versszakokat is szétszabdalta, újracsoportosította, kihagyott részeket, és ezeknek saját alcímeket adott (például Lendület, Csalódás, Munkálkodás).
Liszt a kompozíciós munkával viszonylag gyorsan végzett, 1857-ben. A darabot 1857. szeptember 5-én mutatták be a weimari Udvari Színházban, Liszt Ferenc vezényletével, a Faust-szimfóniával egy hangversenyen (a koncerten elhangzott még A művészekhez című kantátája is). A partitúra 1858-ban jelent meg nyomtatásban, a lipcsei Breitkopf und Hartei kiadó gondozásában. Liszt a kötetben a kiinduló alapként választott Schiller-költeményt is szerepeltette.
Az ideálokból Liszt több zongoraátiratot is készített: két kézre (S.167e), négy kézre (S.596c) és két zongorára (S.646).

## A zene
A darab eredetileg háromtételesnek készült, Liszt később dolgozta össze egyetlen tétellé. Egységes mű, de az egykori tételek végeit hallásra is meg lehet különböztetni, a partitúrában pedig Liszt által kialakított versszakaszok kísérhetők figyelemmel. Egy huszonöt ütemes bevezető után következik a 425 ütemnyi Lendület nevű szakasz (tétel), majd a lassú metrumú Csalódás (114 ütem) mintegy a középső tételnek, míg a Munkálkodás a klasszikus tételbeosztás szerinti scherzónak felel meg. Liszt a darabot még kiegészítette egy záró résszel, amelyhez ezt írta: „Életünk legfőbb értelme, hogy ragaszkodjunk ideálunkhoz, és szüntelenül munkálkodjunk megvalósításán. Ennek értelmében voltam bátor, és Schiller költeményét kiegészítettem az első tételben felhangzott motívumok ujjongó, megerősítő visszatértével, a záró apoteózissal.”
Lisztre jellemző, hogy kevés zenei témát használ, ezeket módosítja, kombinálja, új tartalommal tölti fel. Így van ez Az ideálok esetén is, csak három jelentősebb témája van: az első egy fájdalmas karakterű dallam, a második az ifjúi hév jellemzésére való, ennek megfelelően csak a Lendület című részben van szerepe, a harmadik egy igen egyszerű téma, amely először nagy csúcspontként mutatkozik be.
A darab alaphangneme F-dúr. Tematikailag összefogott, hangulatát, színeit tekintve változatos, bár kissé hosszúnak hat (eljátszása általában 26–28 percet vesz igénybe).
A szimfonikus költeményben fel lehet fedezni olyan hangulatokat, dallamárnyalatokat, amelyek Wagnerre emlékeztetheti a hallgatót, de ez csak azért van, mert Wagner Trisztán és Izoldáját, Nibelung-tetralógiáját, Siegfriedjét jobban ismerjük, mint Az ideálokat. A felemlíthető Wagner-művek többnyire későbbiek (Liszt csak A walkürt ismerte). Az igazság az, hogy Wagnerre volt „hatással” Liszt műve, amit Cosima Wagner, Liszt lánya is megírt a naplójában férjéről: „Elragadó vidámsággal kijelenti: oly sok mindent »ellopott« a szimfonikus költeményekből”.